# Herman Bosman
Herman Meyer Bosman (Bethlehem, 19 de abril de 1985) es un jugador sudafricano de rugby que se desempeña como centro.

## Carrera
Debutó con Free State Cheetahs en 2005 y más tarde con los Cheetahs, jugó seis temporadas en los equipos de la Provincia del Estado Libre y fue contratado por los Sharks en 2011. Jugó con ellos el Super Rugby por las siguientes tres temporadas y la Currie Cup con los Natal Sharks.
En julio de 2013 abandonó Sudáfrica al ser contratado por el Stade Français Paris, su club actual y donde es titular.

## Selección nacional
Fue convocado a los Springboks por primera vez en noviembre de 2005 para enfrentar a los Dragones rojos, una semana después jugó contra Les Bleus y finalmente ante los Wallabies en la derrota histórica por la segunda jornada del Torneo de las Tres Naciones 2006. En total jugó tres partidos y marcó siete puntos.

## Palmarés
- Campeón de la Copa Desafío de 2016–17.
- Campeón del Top 14 de 2014–15.
- Campeón de la Currie Cup de 2005, 2007 y 2013.